# Rolls-Royce 200EX Concept
O Rolls-Royce 200EX Concept é automóvel de grande porte apresentado pela Rolls-Royce, na edição de 2009 do Salão de Genebra. O modelo é um protótipo e foi apresentado como uma prévia do que deve ser o RR4, seu futuro modelo, que chega para inaugurar um novo nicho para a marca ultraluxuosa.
O modelo utiliza a plataforma do BMW Série 7 e, assim, será o menor modelo da marca - são 5399 mm de comprimento, 1948 mm de largura, 1550 mm de altura e 3295 mm de entreeixos.
Seu visual segue o padrão adotado pelos modelos recentemente lançados pela marca, como o Phantom e o Drophead Coupé. Ou seja, um estilo sóbrio e elegante, mesclado com elementos modernos, como o formato afilado dos faróis do tipo LED, a suave queda do teto e as lanternas traseiras que discretamente invadem a lateral.
Por outro lado, o modelo também traz elementos clássicos, como a imponente grade dianteira e as portas traseiras que se abrem no estilo suicida - fixas na coluna traseira do carro, com ângulo de abertura de 83 graus.
Na traseira, há ainda a saída dupla de escapamento, revelando a presença do novo propulsor V12, a respeito do qual a fabricante não divulgou mais informações. Os dados técnicos devem ser revelados somente na ocasião do evento.